# 福島県道206号翁島停車場磐根線
福島県道206号翁島停車場磐根線（ふくしまけんどう206ごう おきなしまていしゃじょういわねせん）は、福島県耶麻郡猪苗代町にある一般県道。起点も終点も広大な｢磐根｣地内にあるため、路線名からしてみるととても短い。終点からそのまま直進すると猪苗代リゾートスキー場である。

## 路線概要
- 起点：耶麻郡猪苗代町磐根字袋西
- 終点：耶麻郡猪苗代町磐根字中曽根
- 総延長：521 m[1]
  - 実延長：397 m
- 路線認定年月日：1959年8月31日[2]

### 道路施設
高橋橋
- 全長：14.7 m
- 幅員：7.0（12.0） m
- 形式：単径間単純PCポストテンション中空床版橋
- 竣工：1984年

一級水系阿賀川水系高橋川を渡る。高橋川の河川改良工事に合わせ1980年度より県単独橋梁整備事業として着工された。福島県道205号翁島停車場線との交差点に位置するため、床版が三味線のバチの形をしていることからPC中空床版が採用された。総事業費は4640万円。

## 重用路線
- 福島県道205号翁島停車場線（猪苗代町磐根字袋西〈起点〉～猪苗代町磐根字中曽根）

## 通過する自治体
- 耶麻郡猪苗代町

## 接続・交差する道路
- 福島県道205号翁島停車場線 国道115号方面（磐根字中曽根）
- 福島県道7号猪苗代塩川線（磐根字中曽根 終点）

## 沿線
- 翁島温泉